# Doğan Holding
Doğan Holding або Doğan Şirketler Grubu Holding A. Ş. (МФА [do:an ˈholding] і [do:an ˈholding ʃirkɛtlɛr grubu], Доан Холдинг, ЗАТ «Група Компаній Доан Холдинг») — одна з найбільших холдингових компаній в Туреччині. Веде свою діяльність у сфері ЗМІ та енергетики Туреччини. Приватна компанія, що належить родині Айдина Доана. Загальна кількість співробітників — близько 20 тис. чоловік. Штаб-квартира знаходиться в Стамбулі.
Холдинг тримає контрольний пакет акцій «Доан Медіа Холдинг», під егідою якого друкуються національні газети «Hürriyet», «Posta», «Radikal» і «Fanatik». Акції компанії-видавництва «Hürriyet», «Hürriyet Daily News» і «Radikal» — «Hürriyet Gazetecilik ve Matbaacılık A. Ş.» (ВАТ «Видавництво та поліграфія Hürriyet»), а також компанії-видавництва «Posta» і «Fanatik» — «Doğan Gazetecilik A.Ş.» (ВАТ «Видавництво Доан») реалізуються на Стамбульській фондовій біржі.
ТВ-канали Туреччини, такі як Kanal D, CNN Turk, Dream TV, Slow Türk, а також Radio D — частина холдингу. Крім цього, почала свою діяльність в 2007 році цифровий ТВ-платформа «D-Smart» також входить в групу компаній «Доан Холдинг».

## Рада директорів
| Імена                   | Посаду                           |
| ----------------------- | -------------------------------- |
| Бегюмхан Доан Фаральялы | Голова ради директорів           |
| Ханзаде Доан Бойнер     | Заступник голови ради директорів |
| Арзухан Доан Ялчындаг   | Член ради директорів             |
| Вуслат Доан Сабанджи    | Член ради директорів             |
| Ях'я Уздиен             | Член ради директорів             |
| Імре Барманбек          | Член ради директорів             |
| Тайфун Байазыт          | Незалежний член ради директорів  |
| Ертугрул Фейзи Тунджер  | Незалежний член ради директорів  |
| Алі Пандыр              | Незалежний член ради директорів  |

## Продажі та придбання

### Продаж АЗС «Petrol Ofisi»
Холдинг продає 54,14 % акцій мережі АЗС «Petrol Ofisi», що нараховує більше 3000 станцій по всій Туреччині, австрійської OMV — найбільшої нафтової компанії в Центральній Європі.
Заява з KAP(тур.): «Прибуток від продажу акцій, наявних в нашому розпорядженні мережі Petrol Ofisi склала 499 700 000 євро або 694 600 000 в доларах США. Ще до завершення угод Petrol Ofisi виплатила дивіденди OMV, еквівалент $203 млн в турецьких лірах, холдингу „Доан“ — еквівалент $265 млн в турецьких лірах, а також $21 млн іншим інвесторам».

### Продаж «Ray Sigorta»
Понад 1,3 млрд акцій (10 % компанії) на суму $2 290 703 холдинг продав австрійської VIG (Vienna Insurance Group) — лідера страхового ринку Центральної та Східної Європи, частина з яких дісталася і голландської TBIH Financial Services Group N. V.
На KAP (тур.) представники холдингу заявили: «Сьогодні була переведена сума у розмірі $22 907 030 на наші розрахункові рахунки. Після передачі акцій, згідно зібраним нами звітними даними, очікується прибуток від продажу частки учасника“ у розмірі ~22,2 млн лір...».

### Продаж «Milliyet» і «Vatan»
У 2011 році газети «Milliyet» і «Vatan» разом з інтернет-порталами були продані компанії «DK Gazetecilik», дочірньою компанією «Demirören&Karacan».

### Купівля «Idefix» і «Prefix»
Дочірня компанія холдингу «Doğan Müzik Kitap Mağazacılık Pazarlama A. Ş», придбавши два великих інтернет-магазину «Idefix» і «Prefix» у компанії «Elektronik Bilgi Iletişim Hizmetleri Reklamcılık ve Ticaret A. Ş», називає свій онлайн-гіпермаркет «D&R» найбільшим в Туреччині, таким чином, збільшила його в два рази. Купивши Prefix, компанія увійшла на ринок оптової онлайн-торгівлі. Idefix, продає CD і книги в роздріб, в рік відвідує 16 млн користувачів. Prefix ж займається оптовою реалізацією цієї продукції. Через ці онлайн-супермаркети у 2012 році було продано товарів більш ніж на 23 млн турецьких лір, з них 200 тис. замовлень, а це 56 % від усієї суми обороту, пройшли через Idefix.